# Jack Darling af det ridende Politi
Jack Darling af det ridende Politi er en amerikansk stumfilm fra 1918 af Edward LeSaint.

## Medvirkende
- Jack Hoxie - Jack Darling
- Louise Lovely - Hope Ross
- Alfred Allen - Carew
- Betty Schade - Pete
- A.G. Kenyon - Tom Smythe